# Sara Blakely
Sara Treleraven Blakely (Clearwater, 27 febbraio 1971) è un'imprenditrice statunitense, miliardaria, fondatrice ad Atlanta, Georgia, e proprietaria della nota società di abbigliamento modellante Spanx e azionista degli Atlanta Hawks.

## Biografia
Nata nel febbraio 1971 a Clearwater, in Florida, figlia di Ellen (nata Ford), artista e avvocato, e di John Blakely, Sara Treleraven Blakely ha un fratello, l'artista Ford Blakely. Ha frequentato la Clearwater High School e quindi l'Università statale della Florida laureandosi in Scienza della comunicazione.
Dopo la laurea, ha svolto una serie di lavori occasionali: tre mesi a Walt Disney World ad Orlando, Florida,  la vendita di fax porta a porta, esibizioni di cabaret nei nightclub, ecc. Quando vendeva fax porta a porta, indossava collant, anche se non le piacevano le linee delle mutandine o la cucitura che si vedevano attraverso le sue scarpe aperte. Mentre si preparava per una festa, si è accorta di non avere l'intimo giusto da indossare sotto un paio di pantaloni bianchi. Ha tagliato i piedi a un paio di collant contenitivi e li ha indossati sotto i pantaloni, il che le ha conferito una silhouette morbida. Blakely ha visto il potenziale in questa semplice soluzione e ha iniziato a fare ricerche nel settore della calzetteria. Ha scoperto che l'industria era dominata dagli uomini e che non c'erano donne nel settore della calzetteria/intimo modellante.
Blakely ha investito 5.000 dollari dei suoi risparmi personali nel marketing della sua invenzione, nel 2000. Mentre lavorava presso Danka, trascorreva le notti alla ricerca di tipi di tessuto, brevetti e design di marchi. Dopo aver trovato una fabbrica nella Carolina del Nord che ha accettato di produrre il suo tubo senza piede, Blakely ha fatto domanda per il brevetto, e ha dato al prodotto il nome "Spanx" e un logo che mostrava una giovane donna bionda modellata su se stessa. Blakely ha viaggiato attraverso gli Stati Uniti per incontrare e dimostrare il prodotto nei negozi come Neiman Marcus. Dopo Neiman Marcus, seguirono Bloomingdales, Saks e Bergdorf Goodman. Ha lanciato 4 prodotti che hanno avuto popolarità e quindi altri prodotti come indumenti intimi.
La grande occasione è arrivata alla fine del 2000, quando Oprah Winfrey ha presentato Spanx nel suo talk show televisivo nazionale molto seguito. Successivamente, le vendite di Spanx sono aumentate vertiginosamente e, con la sua forte personalità, Blakely ha rapidamente creato un impero senza bisogno di investire in pubblicità o cercare investimenti esterni. Poco più che ventenne si è trasferita ad Atlanta, in Georgia. Entro il 2012, Spanx aveva oltre 250 milioni di dollari di entrate annuali ed era disponibile in oltre 50 paesi.
Nel 2012, Blakely è approdata sulla copertina della rivista Forbes per essere la più giovane miliardaria autodidatta al mondo.  Nell'ottobre 2013, Blakely ha spiegato che la sua ambizione è quella di progettare la scarpa con tacco alto più comoda al mondo prima del pensionamento. È stata elencata come la 93a donna più potente del mondo da Forbes.
Nel 2015, Blakely e suo marito Jesse Itzler hanno fatto parte di un gruppo guidato da Tony Ressler che ha acquistato gli Atlanta Hawks per 850 milioni di dollari. 
Nell'ottobre 2021, il Blackstone Group ha acquisito una quota di maggioranza di Spanx, Inc. La società è stata valutata 1,2 miliardi di dollari. Blakely doveva mantenere la carica di presidente esecutivo. La rivista Forbes ha stimato il suo patrimonio netto dopo l'accordo in 1,3 miliardi di dollari. Per festeggiare la transazione, Blakely ha dato a ciascuno dei suoi 750 dipendenti 10.000 dollari in contanti e l'autorizzazione ad acquistare due biglietti aerei di prima classe per qualsiasi destinazione.

## Vita privata
Nel 2008, Blakely ha sposato Jesse Itzler, il co-fondatore di Marquis Jet, al Gasparilla Inn and Club di Boca Grande, Florida. Al matrimonio ha partecipato l'attore Matt Damon e ha visto una sorpresa performance della cantante Olivia Newton-John. La coppia ha quattro figli.